# Доменико Гирландайо
Доме́нико Гирланда́йо, настоящее имя Доменико ди Томмазо Бигорди (итал. Domenico Ghirlandaio, Domenico di Tommaso Bigordi; 2 июня 1448, Флоренция — 11 января 1494, Флоренция) — один из ведущих живописцев флорентийской школы эпохи итальянского Возрождения периода кватроченто, времени правления Лоренцо Медичи Великолепного; основатель художественной семьи, которую продолжили его братья Давид и Бенедетто, а также сын Ридольфо дель Гирландайо и его зять Себастьяно Майнарди из Сан-Джиминьяно. Доменико был главой большой художественной мастерской, в которой начинал работать тридцатилетний Микеланджело Буонарроти.
Доменико Гирландайо известен прежде всего как выдающийся портретист и автор фресковых циклов в капеллах Сассетти и Торнабуони церкви Санта-Мария-Новелла во Флоренции (1485—1490). Он принадлежал к так называемому «третьему поколению» флорентийского Возрождения, наряду с такими мастерами, как Андреа Верроккьо, братья Поллайоло (Антонио и Пьеро) и молодой Сандро Боттичелли.

## Биография
Основным источником сведений о жизни Гирландайо является биография, изложенная Джорджо Вазари в его «Жизнеописаниях». Хотя она была написана примерно через семьдесят лет после смерти художника, она считается наиболее полной. Другой источник — книга семейных воспоминаний, составленная его племянником Алессандро, обнаруженная в Секретных архивах Ватикана и опубликованная в 2017 году (в этой книге указана точная дата рождения художника).
Доменико ди Томмазо Бигорди родился в 1449 году во Флоренции, столице Тосканы, по некоторым данным в семье ювелира Томмазо ди Куррадо Бигорди (Tommaso di Currado Bigordi). Ряд исследователей, тем не менее, высказывал сомнение в том, что этот человек мог быть отцом Доменико, поскольку обнаруженный в архивах Томмазо ди Куррадо, родившийся в 1424 году во Флоренции от брака Куррадо ди Доффо (или Доссо) и Катерины ди Франческо Геруччи; упоминается в налоговых документах как кожевенник, мелкий торговец шёлком, торговец венками и торговый посредник, но нигде не упоминается как золотых дел мастер. Тем не менее Джорджо Вазари писал об отце Гирландайо как об известном ювелире, а в посмертной записи в реестре усопших прихода Святого Павла сообщается: «Доменико, сын Томмазо, внук Куррадо Бигорди».
Происхождение прозвания «Гирландайо», под которым известно целое семейство живописцев, не имеет точно установленной версии. Вазари в своём «Жизнеописании Доменико Гирландайо» сообщает, что его отец был золотых дел мастером, придумавшим гирлянды: « …Томмазо был первым, выдумавшим и пустившим в оборот украшения, которые носят на голове флорентийские девушки и которые называют гирляндами, за что и получил имя Гирландайо». Учитывая то, что Вазари был лично знаком с сыном Доменико, художником Ридольфо дель Гирландайо, эта версия имеет право на существование как минимум в качестве семейного предания.
Семейство Бигорди вело своё происхождение из городка Скандиччи, близ Флоренции, где дед художника имел земельный участок и дом. В начале XV века Бигорди перебрались во Флоренцию, но сохраняли связь с родными местами, и держали недвижимость в Скандиччи, о чём свидетельствуют налоговые документы. Доменико был первенцем среди пяти детей ювелира Томмазо Бигорди, все сыновья которого: Доменико (род. 1449), Давид (род. 1451) и Бенедетто (род. 1457) стали художниками. После того, как в 1462 году умерла мать Доменико, Антония, его отец в 1466 году женился второй раз на некой Антонии ди Филиппо ди Франческо дель Пуццола, которая в том же году родила ему сына Джованни Баттиста (тоже стал художником), а в 1475 году дочь Алессандру, ставшую впоследствии в своём первом браке женой Себастьяно Майнарди, живописца из Сан-Джиминьяно, который работал в мастерской Гирландайо; во втором браке Алессандра вышла замуж за ювелира Антонио Сальви.
Дата смерти отца Доменико Гирландайо неизвестна. Вазари сообщает, что после его кончины Доменико унаследовал ювелирную лавку (этот факт подтверждается записью в реестре усопших братства Святого Павла), но далее работать в ней не стал, поскольку с детства увлёкся живописью. Не сохранилось документов, сообщающих, кто обучал его тонкостям живописи. Вазари писал, что учителем Доменико был Алессо Бальдовинетти. Мнение Вазари подтверждает сын Алессо Бальдовинетти, Франческо, написавший некоторое время спустя в мемуарах о своём отце: «тот Гирландайо, что стал великим мастером, был его учеником».

### Начало творческого пути
Согласно Вазари, первыми работами Гирландайо были росписи капеллы Веспуччи в церкви Оньисанти (частично сохранились), и фрески со сценами из жизни святого Павлина Ноланского (разрушены), после которых он «завоевал себе величайшую славу и приобрёл известность». Исследователи считают, что фрески из жизни святого были созданы художником около 1470 года (в 1470 году он вступил в братство святого Павла). Работы в капелле Веспуччи относят к 1472 году. В том же 1472 году художник вступил в Гильдию Святого Луки — профессиональный цех живописцев, скульпторов, ювелиров. В 1473 году имя «Доменико из Флоренции» впервые упоминается в документах города Сан-Джиминьяно, куда он прибыл для работ в местной церкви Колледжата. Позднее, в 1474—1475 годах он работал в этом храме вместе с Алессо Бальдовинетти и Пьерфранческо ди Бартоломео над росписями свода главного нефа.

### Боттега Гирландайо
В первой половине 1476 года художник вернулся во Флоренцию и, вероятно, какое-то время провёл в мастерской Верроккьо, где работали Боттичелли, Перуджино, Леонардо да Винчи. Эта «лаборатория» живописи, в которой велись бесконечные споры о рисунке, форме и красках, сыграла важную роль в формировании индивидуального стиля Доменико.
С ноября 1475 по апрель 1476 года Доменико Гирландайо вместе с братом Давидом побывал в Риме, где они расписывали Ватиканскую библиотеку, оставив фрески с портретами пророков и философов. Судя по сохранившимся документам, в течение своей жизни Давид в семейной мастерской большей частью исполнял функции администратора и помощника, тем не менее, фигуры пророков принято считать совместным произведением братьев. В эти годы стала складываться мастерская, или боттега (итал. bottega), Гирландайо, куда со временем вошли подраставшие братья Доменико и его зять Себастьяно Майнарди, составлявшие ближний круг; впоследствии, время от времени и в зависимости от надобности, подключались другие художники, среди которых упоминаются имена Бартоломео ди Джованни, Никколо Чьеко, Якопо делль’Индако, Якопо дель Тедеско, Бальдино Бальдинелли, Поджо Поджини; среди самых знаменитых в работе боттеги принимали участие юный Микеланджело Буонарроти, а также Джулиано Буджардини и Франческо Граначчи. О мастерской Гирландайо сохранился только один платёжный документ от 1490 года, благодаря которому известно, что мастерская в это время находилась на Пьяцца Антинори и была частью большой мастерской архитектора и резчика по дереву Баччо д’Аньоло, с которым Доменико организовал коммерческое предприятие и выполнил несколько заказов.
Боттега Гирландайо была одним из крупнейших художественных мастерских Флоренции двух последних десятилетий XV века, одновременно производственным и учебным предприятием. У Гирландайо было множество рисунков, сделанных им самим в Риме с античных статуй и фрагментов древнеримских сооружений. Они служили своеобразными учебными пособиями. Как и в боттегах Верроккьо или Гиберти, там выполняли самые разные заказы от росписей кассоне (деревянных сундуков), гонфалоне (выносных икон), литья и чеканки изделий из бронзы и серебра, изготовления конской сбруи и знамён, резьбы орнаментов до создания алтарных картин, скульптур и заказных портретов. Многие знаменитые в будущем мастера выходили именно из таких боттег. В боттеге Гирландайо начинал работать гениальный Микеланджело Буонарроти. Учениками Гирландайо были Франческо Граначчи и Пьетро Торриджано
Боттега Гирландайо бралась за столь большое число заказов, что сам Доменико не мог участвовать во всех лично, поэтому в последние годы ему, как правило, принадлежал общий план, либо создание главных деталей или общий эскиз композиции предстоящих работ, которые в итоге выполняли его многочисленные помощники. Таким образом, деятельность помощников из мастерской превалировала в поздних произведениях над персональной работой Доменико. Об этом свидетельствуют сохранившиеся контракты на росписи фасада капеллы в Бадия-а-Сеттимо (не сохранились) и на создание алтарной картины в монастыре Палько в Прато. Даже такой важный заказ, как алтарь для капеллы Торнабуони, был начат самим Доменико, а закончен после смерти художника его помощниками. Последняя работа Гирландайо — «Христос во славе с донатором» (1492—1493, Вольтерра, Пинакотека), предназначенная для храма Сан-Джусто в Вольтерре, была создана по рисунку Доменико сотрудниками его мастерской. Пределлу этого алтаря дописывал некий эмилианский художник, возможно, Фра Бартоломео.
В 1477—1478 годах Доменико вновь работал в Сан-Джиминьяно, создав там одно из своих самых поэтичных произведений — фрески в капелле Святой Фины в церкви Колледжата. С декабря 1478 по февраль 1479 года Гирландайо был в Пизе. В местном музее сохранилась картина «Мадонна с Младенцем на троне с Иеронимом, Ромуальдом и двумя святыми», которую относят к этому времени.

### Семейная жизнь
В 1480 году Доменико Гирландайо женился на Констанце, дочери Бартоломео Нуччи, родившей ему четверых детей: в 1481 году Бартоломео, который стал астрономом и философом, и будучи монахом конвента Ангелов (Санта-Мария-дельи-Анджели) получил чин приора в 1522 году (умер в 1543); в 1483 году — Ридольфо, единственного из девяти детей Гирландайо, который пошёл по стопам отца и стал живописцем; в 1484 году Антонию, и год спустя ещё одну дочь — Франческу. После того, как супруга Гирландайо скончалась во время родов, он вновь женился (1488) на Антонии, дочери сера Паоло Паоли, вдове из Сан-Джиминьяно, подарившей ему ещё пятерых детей, трёх дочерей и двух сыновей, один из которых в 1507 году стал монахом в монастыре Санта-Мария-дельи-Анджели под именем Микеланджело. Судя по всему, Доменико Гирландайо большую часть своей жизни провёл во Флоренции в доме на Виа-дель-Арьенто, рядом с известной старинной остерией и винной лавкой «Челло ди Чардо», выезжая в другие города только для выполнения художественных проектов.

### Мастер живописи
От 31 мая 1481 года сохранился документ о выплате денег Доменико и Давиду Гирландайо монахами конвента Сан-Донато за роспись трапезной, однако фрески не сохранились. К этому времени Доменико Гирландайо стал настолько успешным и известным мастером, что в 1481 году папа Сикст IV пригласил его вместе с другими знаменитыми живописцами расписать капеллу, которая впоследствии получит название Сикстинской. Гирландайо закончил там работу в первой половине 1482 года, написав две фрески: «Воскресение Иисуса Христа» (не сохранилась) и «Призвание апостолов Петра и Андрея», в которую включил портреты наиболее значительных представителей Флоренции, служивших в Риме. Эта работа имела большой успех и произвела особенное впечатление на тех флорентийцев, кто удостоился чести быть увековеченным в папской капелле, о чём они поспешили сообщить своим родственникам во Флоренцию. Доменико возвратился в родной город в зените славы и был буквально завален заказами.
5 октября 1482 года он получил первый официальный заказ от флорентийской Синьории (это было особо почётно): украшение фресками Зала лилий в Палаццо Веккьо. Там Доменико работал с братьями и помощниками из своей мастерской. 20 мая 1483 года Синьория поручила ему расписать алтарь для капеллы в этом дворце, однако работа так и не была завершена. В этом же году Гирландайо подписал контракт на оформление капеллы Сассетти во флорентийской церкви Санта-Тринита: он расписал стены капеллы сценами из жизни Святого Франциска и создал алтарную картину «Рождество». Работы велись до конца 1485 года. Параллельно в сентябре 1485 года Гирландайо подписал контракт на оформление капеллы Торнабуони в церкви Санта-Мария-Новелла, росписи которой стали самым крупным и значительным произведением художника. Работы в капелле велись до марта 1491 года, но даже и после этой даты в ней были установлены витражи, сделанные, как полагают, по эскизам Доменико.
Параллельно с фресковыми росписями в эти годы в мастерской Гирландайо было создано множество алтарных картин. Среди наиболее известных «Поклонение волхвов» (1486, Оспедале дельи Инноченти, Флоренция; картина выполнена совместно с Бартоломео ди Джованни), тондо «Рождество» (1487, Уффици, Флоренция), «Портрет Джованны Торнабуони» (1488, Собрание Тиссена-Борнемисы, Мадрид). Мастерская Гирландайо в эти годы работала не только во Флоренции, но бралась за заказы из небольших городков, создавая для местных церквей и частных заказчиков множество алтарных картин и портретов. Кроме этого, Гирландайо занимался мозаикой. В 1490 году вместе с братом Давидом Доменико украшал мозаикой со сценой «Благовещения» люнет флорентийского собора Санта-Мария-дель-Фьоре; в 1491 году они создали мозаики в капелле Святого Зиновия в соборе; в 1492 году Доменико реставрировал мозаику Чимабуэ в Пизанском соборе, а в 1493 году Давид украсил мозаикой апсиду собора в Пистойе). В том же 1490 году Гирландайо расписал дверцы органа в Пизанском соборе. Гирландайо также был выдающимся мастером профильного портрета.

Жизнь Гирландайо пресеклась неожиданно: он скончался от лихорадки 11 января 1494 года на 46-м году жизни. Вазари сообщает: 
«…Доменико заболел такой злой горячкой, что зараза эта в пять дней лишила его жизни». В реестре усопших прихода Сан Паоло осталась запись: «Доменико, сын Томмазо, внук Куррадо Бигорди, живописец, скончался в субботу утром в день XI января 1494… Погребён в субботу вечером в Санта-Мария-Новелла между 24 и часом. Потеря сия велика, поскольку покойный был мужем значительным во всех отношениях, и горе было великое для всех».
Судя по описаниям Вазари, Доменико был не только талантливым, но и очень добрым человеком, за что снискал любовь окружающих.
Гирландайо оставил книгу воспоминаний, о которой упоминает Вазари, но которая не сохранилась до наших дней.

## Галерея
- Встреча молодых Христа и Иоанна Крестителя. Между 1480 и 1490. Дерево, темпера. Берлинская картинная галерея
- Мадонна Мизерикордия (Милосердная) в окружении членов семьи Веспуччи. Ок. 1472 г. Фреска. Церковь Оньисанти, Флоренция
- Поклонение волхвов. Тондо. 1477. Дерево, темпера. Уффици, Флоренция
- Мадонна во Славе со святыми. Центральная створка Алтаря Торнабуони. Между 1490 и 1494. Дерево, темпера. Старая пинакотека, Мюнхен
- Поклонение Младенцу. Ок. 1492. Дерево, темпера. Музей Фицуильяма, Кембридж, Великобритания
- Введение Девы Марии в храм. Фреска капеллы Торнабуони церкви Санта-Мария-Новелла, Флоренция. 1485-1490
- Портрет молодого человека. Ок. 1477. Дерево, темпера. Музей Эшмола, Оксфорд, Великобритания

## Фрески Гирландайо в истории иконологических исследований
В истории искусства фресковые циклы работы Гирландайо имеют особое значение, они являются предметом подражаний, повторений, интерпретаций и научного изучения.
Фреска «Тайная вечеря» (1480) на стене монастырской трапезной при церкви Оньисанти (Всех святых) во Флоренции оказала значительное влияние на многих художников того времени, прежде всего на Леонардо да Винчи, который изучал её за два года до того, как покинуть Флоренцию, а в 1495—1498 годах написал свою «Тайную вечерю» в Милане.
Около 1486 года Гирландайо написал второй вариант композиции «Тайная вечеря» в трапезной монастыря Сан-Марко во Флоренции (первый вариант считают более выразительным, но мнения специалистов о последовательности их создания расходятся). В том же районе города можно увидеть ещё три «Тайные вечери» аналогичной композиции и иконографии: в «Ченаколо ди Сант-Аполлониа» (Андреа дель Кастаньо), «Ченаколо ди Фолиньо» (Перуджино) и «Ченаколо ди Сан-Сальви» (Андреа дель Сарто; итал. сenacolo — трапезная).
Гирландайо в своей композиции показал просторную комнату с большим столом по обычаю древнеримских триклиниев, за которым восседают двенадцать апостолов. Христос находится в центре, а предателя Иуду художник поместил отдельно, по другую сторону стола, дабы яснее выразить конфликт дальнейших событий. За пределами комнаты, вопреки правдоподобию, в открытых люнетах стены Гирландайо показал цветущий сад с кипарисами, фруктовыми деревьями и павлинами. Очевидно, что Леонардо использовал идею перспективного решения комнаты со столом в центре и пластическую характеристику образов, мастерски переданную Гирландайо наклоном голов, поворотами, движениями рук персонажей (некоторые позы Леонардо повторил буквально, только Иуду посадил за стол вместе со всеми).
Страсбургский учёный Аби Варбург внимательно изучал фрески Гирландайо и использовал их для иллюстрирования собственного метода изучения искусства, получившего название иконологии. Ещё в своей диссертации о Боттичелли (1892) Варбург обратил внимание на повторяющийся в искусстве кватроченто мотив развевающихся волос и складок одежд как бы раздуваемых невидимым ветром, предполагая, что этот мотив заимствован из античных изображений (в дальнейшем этот тезис подтвердил Г. Вёльфлин).
Похожий мотив Варбург отметил в композиции фрески Гирландайо «Рождество Иоанна Крестителя» в Капелле Торнабуони церкви Санта-Мария-Новелла во Флоренции (1485—1490): служанка в правой части фрески стремительно «влетает в комнату», придерживая правой рукой балансирующий на её голове поднос с фруктами, левой рукой она держит флягу, а за её спиной «парусом трепещет белый платок». Эта фигура сюжетно никак не связана с остальными, не мотивирована содержанием композиции и создаёт впечатление, что она «в мгновение ока пронижет комнату насквозь и исчезнет за её пределами. Делать ей здесь решительно нечего». Вначале Варбург искал объяснение столь необычному персонажу в том, что художник пытался разнообразить традиционную композицию и преодолеть жёсткие требования заказчика в обязательном изображении членов своей семьи, как бы присутствующих при сакральных событиях, но затем пришёл к выводу, что «летящая фигура» (против которой заказчик не возразил) «отражает характер эпохи в целом», причём античное происхождение мотива как бы санкционировало такую новацию, которая не противоречила живописной традиции флорентийцев XV века: «античность разрешила его». Варбург действительно нашёл похожие изображения античных вакханок, подкрепив тем самым свой тезис о «великом переселении образов».
В правой части знаменитой фрески Рафаэля «Пожар в Борго» в станцах Ватикана (1514) изображена фигура девушки, несущей кувшин с водой на голове. Она впечатляет совершенством силуэта, подсказанным, по мнению Генриха Вёльфлина, похожей фигурой с фрески Гирландайо «Рождество Иоанна Крестителя». Гирландайо переработал античный мотив, а Рафаэль продолжил это «переселение», значительно трансформировав фигуру: рисунок и сама «постановка» фигуры, безусловно, навеяны мощными образами Сикстинского плафона Микеланджело. Вёльфлин писал, что «в противоположности этих двух фигур» [фресок Гирландайо и Рафаэля] «заключена вся разница в ощущении формы» двух эпох: кватроченто и чинквеченто. «Несущая воду женщина Рафаэля, спокойно шагающая и поддерживающая ношу высоко на голове сильной рукой, — одно из великолепных созданий его зрелого мужественного чувства красоты».
- Д. Гирландайо. Тайная вечеря. 1476. Фреска. Бадиа-ди-Пассиньяно
- Д. Гирландайо. Последний ужин Христа с учениками. Ок. 1480. Фреска трапезной монастыря Оньисанти, Флоренция
- Д. Гирландайо. Последний ужин Христа с учениками. Ок. 1486. Фреска трапезной монастыря Сан-Марко, Флоренция
- Леонардо да Винчи. Тайная вечеря. Роспись трапезной монастыря Санта-Мария-делле-Грацие в Милане. 1495—1498
- Д. Гирландайо. Рождество Иоанна Крестителя. Фреска Капеллы Торнабуони в церкви Санта-Мария-Новелла во Флоренции. 1485—1490
- Деталь фрески
- Рафаэль Санти. Деталь фрески «Пожар в Борго». 1514. Апостольский дворец, Ватикан